# Justicia infelix
Justicia infelix är en akantusväxtart som beskrevs av Emery Clarence Leonard. Justicia infelix ingår i släktet Justicia och familjen akantusväxter. Inga underarter finns listade i Catalogue of Life.